# Платереско

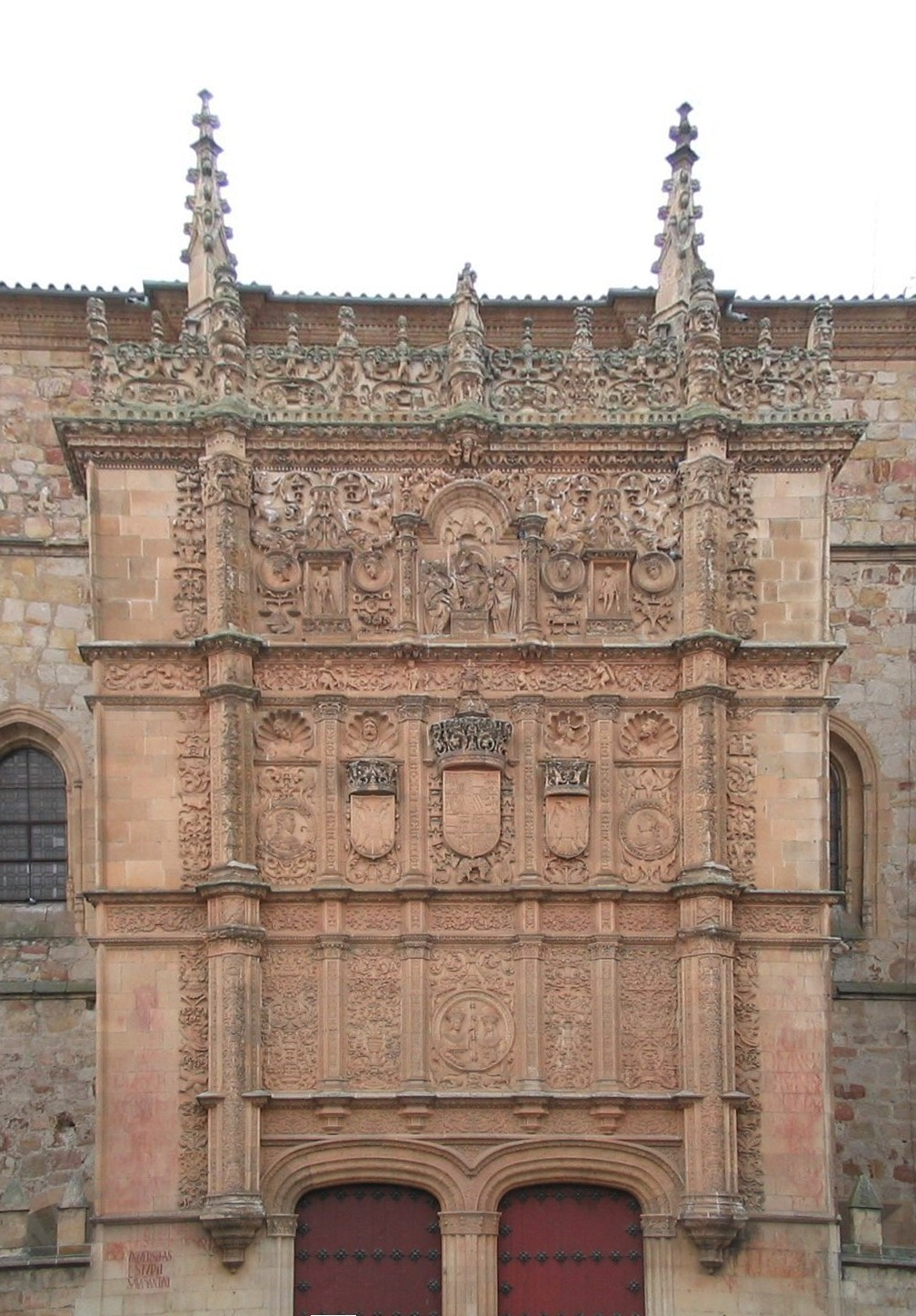
Фасад Саламанкського університету

Платере́ско (ісп. Plateresco) — архітектурний стиль, що займає панівне становище в іспанській культурі XVI століття. Іноді походження цього терміна пов'язують з поняттям «плоский» (плато — плоскогір'я), але правильніше пояснити його іспанським platero — ювелірний, від ісп. plata — срібло. Тут йдеться про тонку, подібну ювелірній, прикрасу будівель.
Є іспанським варіантом Ренесансу.

## Стадії
Стиль пройшов у своєму розвитку 2 стадії.

### Рання стадія
Рання стадія — кінець XV століття. Інакше — ісабеліно, на честь королеви Ізабелли (Ісабель), дружини короля Фердинанда. Не слід плутати з ісабеліно XIX століття, на ім'я Ізабелли II. У цей період сильні готичні традиції, присутні мавританські мотиви, але в цілому це був сплав різних стилів. В цей період на Піренеях ще уживалися політичні та релігійні антагонізми між двома народами з їх культурною взаємодією. Далі в Іспанії отримали вплив класичні форми мистецтва Італії.
У XV—XVI ст. в Іспанії будувалися переважно невеликі церкви, усипальниці королів, до старих грандіозним готичним соборів прибудовувалися чудові капели. Перші ознаки нового стилю з'являються в інтер'єрі церкви Сан-Хуан-де-лос-Рейес (1476) у Толедо. Архітектор Хуан де Гуасу вводить в інтер'єр в перекриття зводу мавританський мотив — восьмикутну зірку, хоча зовні собор суворий та традиційний по-готичному.
Церква Сан-Пабло та капела Сан-Грегоріо в Вальядоліді (кін. XV ст.) мають плоскі стіни, прикрашені дрібною ажурною різьбою, портал має готичні форми, всередині двору — аркада з мавританськими мотивами орнаменту. Ще один зразок — палац герцога Інфантадо у Гвадалахарі (1480—1493), автор — Хуан де Гуасу.

### Зріла стадія
Зріла стадія платереско — XVI століття. Головні риси — зміни в області фасадної композиції. Фасади насичуються класичними архітектурними та скульптурними формами, барельєфами, бюстами, статуями античних богів. Найбільші пам'ятки: університет у Саламанці (1515—1533), Будинок з мушлями (1493—1517), університет в Алькала-де-Енарес (1540—1559), Севільська ратуша (1527). Архітектори — Родріго Хіль де Онтаньйон, Дієго де Ріольйо. На відміну від зведеного живописного декору раннього платереско в цих зразках виражена ясна логічна система вертикальних та горизонтальних членувань композиції з позначеним центром в кожному ярусі. Стриманість та врівноваженість поєднується з багатством та різноманітністю форм. У провінції цей стиль мав відбиток місцевих традицій, але в цілому він є одним з найяскравіших прикладів іспанської культури. Традиції платереско виражені також і в скульптурі.